# Louis Cazal
Louis Cazal (Sete, 24 ottobre 1906 – 27 settembre 1945) è stato un calciatore francese, di ruolo centrocampista.

## Carriera

### Nazionale
Ha collezionato sei presenze con la propria Nazionale.

## Palmarès

### Giocatore

#### Competizioni nazionali
- Coppa di Francia: 1

Sète: 1928-1929